# U-984
| U-984                      | U-984                                                          | U-984                                                          |
| -------------------------- | -------------------------------------------------------------- | -------------------------------------------------------------- |
|                            |                                                                |                                                                |
|                            |                                                                |                                                                |
|                            |                                                                |                                                                |
| Під прапором               | Третій рейх                                                    | Третій рейх                                                    |
| Спуск на воду              | 12 травня 1943 року                                            | 12 травня 1943 року                                            |
| Виведений зі складу флоту  | 2 серпня 1944 року                                             | 2 серпня 1944 року                                             |
| Сучасний статус            | затоплений                                                     | затоплений                                                     |
| Проєкт                     |                                                                |                                                                |
| Тип ПЧ                     | Торпедний ДПЧ                                                  | Торпедний ДПЧ                                                  |
| Основні характеристики     |                                                                |                                                                |
| Швидкість (надводна)       | 17,7 вузлів                                                    | 17,7 вузлів                                                    |
| Швидкість (підводна)       | 7,6 вузлів                                                     | 7,6 вузлів                                                     |
| Робоча глибина занурення   | 100 м                                                          | 100 м                                                          |
| Гранична глибина занурення | 220 м                                                          | 220 м                                                          |
| Екіпаж                     | 45 осіб                                                        | 45 осіб                                                        |
| Розміри                    |                                                                |                                                                |
| Довжина найбільша (по КВЛ) | 67,1 м                                                         | 67,1 м                                                         |
| Ширина корпусу найб.       | 6,2 м                                                          | 6,2 м                                                          |
| Висота                     | 9,6 м                                                          | 9,6 м                                                          |
| Середня осадка (по КВЛ)    | 4,70 м                                                         | 4,70 м                                                         |
| Водотоннажність надводна   | 769 т                                                          | 769 т                                                          |
| Озброєння                  |                                                                |                                                                |
| Артилерія                  | одна палубна гармата калібру 88-мм, одна 20-мм зенітна гармата | одна палубна гармата калібру 88-мм, одна 20-мм зенітна гармата |
| Торпедно- мінне озброєння  | 4 носових і один кормовий ТА. 14 торпед або 26 мін             | 4 носових і один кормовий ТА. 14 торпед або 26 мін             |

U-984 — німецький підводний човен типу VIIC, часів Другої світової війни.
Замовлення на будівництво човна було віддане 25 травня 1941 року. Човен був закладений на верфі суднобудівної компанії «Blohm + Voss» у місті Гамбург 7 вересня 1942 року під заводським номером 184, спущений на воду 12 травня 1943 року, 17 червня 1943 року увійшов до складу 5-ї флотилії. Також за час служби входив до 9-ї флотилії. Єдиним командиром човна був оберлейтенант-цур-зее Гайнц Зідер, кавалер Лицарського хреста Залізного хреста.
Човен зробив 5 бойових походів в яких пошкодив 4 судна (загальна водотоннажність 28 790 брт) та 1 військовий корабель.
Затонув з невідомих причин приблизно 2 серпня 1944 року у Англійському каналі південно-західніше Брайтона (50°03′ пн. ш. 00°32′ зх. д. / 50.050° пн. ш. 0.533° зх. д.). Всі 45 членів екіпажу загинули,.

## Потоплені та пошкоджені кораблі[3]
| Назва            | Тип                | Належність      | Дата           | Тоннаж (БРТ) | Вантаж                                                                      | Статус     | Місце                                                      |
| «Гудзон»         | фрегат             | Велика Британія | 25 червня 1944 | 1 300        |                                                                             | пошкоджено | 50°00′ пн. ш. 02°49′ зх. д. / 50.000° пн. ш. 2.817° зх. д. |
| Edward M. House  | суховантажне судно | США             | 29 червня 1944 | 7 240        | 1 000 т військового обладнання та війська                                   | пошкоджено | 50°07′ пн. ш. 00°47′ зх. д. / 50.117° пн. ш. 0.783° зх. д. |
| H.G. Blasdel     | суховантажне судно | США             | 29 червня 1944 | 7 176        | Війська з танками, вантажівками, джипами та іншим механізованим обладнанням | пошкоджено | 50°07′ пн. ш. 00°47′ зх. д. / 50.117° пн. ш. 0.783° зх. д. |
| John A. Treutlen | суховантажне судно | США             | 29 червня 1944 | 7 198        | 6 800 т інженерного обладнання                                              | пошкоджено | 50°07′ пн. ш. 00°47′ зх. д. / 50.117° пн. ш. 0.783° зх. д. |
| James A. Farrell | суховантажне судно | США             | 29 червня 1944 | 7 176        | 1 200 т військових машин та війська                                         | потоплено  | 34°44′ пн. ш. 01°25′ сх. д. / 34.733° пн. ш. 1.417° сх. д. |